# Yecla (Weinbaugebiet)

Das Yecla-Weingebiet in der spanischen Provinz Murcia

Yecla ist ein Weinanbaugebiet im Südosten Spaniens nahe der gleichnamigen Stadt Yecla im Norden der autonomen Provinz Murcia. Die offizielle Herkunftsbezeichnung als Wein aus der Region Yecla ist in Spanien als Denominación de Origen (deutsch etwa: Bezeichnung der Herkunft; Bezeichnung des Ursprungs) geschützt.

## Geografie

Lage des Weingebiets Yecla

Die Rebflächen liegen auf einem Plateau auf einer Höhe zwischen 400 und 800 m ü. NN, sind von sanften Bergen umgeben und liegen im Umkreis der Stadt Yecla, jedoch innerhalb der Gemeindeflächen. Die Rebfläche umfasst zwar 11.500 Hektar, jedoch sind davon nur 4.600 für Qualitätswein (D.O. seit 1975) zugelassen. Das Anbaugebiet ist unterteilt in die Subzonen
- Yecla Campo Arriba mit den höhergelegenen Rebflächen, auf denen vorzugsweise die Rebsorte Monastrell angebaut wird. Die Rotweine erreichen häufig einen Alkoholgehalt von 14 %.

- Yecla Campo Abajo mit den niedriger gelegenen Rebflächen. Hier reifen vorrangig Reben mit weniger Alkoholpotential (12 % für die Rotweine und 11,5 % für die Weißweine).

Im Norden grenzt die D. O. Yecla an Almansa (in der Region Kastilien-La Mancha), im Westen an Jumilla und im Osten an Alicante (in der Region Valencia). Wie Jumilla trug auch Yecla mit seinen Weinen jahrelang zum Exportvolumen von Valencia bei. Das änderte sich erst, als man auf den Absatzmärkten mehr Wert auf Qualität legte. Da begann man auch in Yecla die Kellereien neu einzurichten und mit neuen, leichteren Weinstilen zu experimentieren. Eine andere Konsequenz war die Reduzierung der Rebflächen. Von früher einmal über 20.000 Hektar Weinbergen blieben nur rund 11.500 erhalten.
Eine Besonderheit ist, dass dieses Gebiet von der Reblaus weitgehend verschont wurde, rund 40 % der Rebflächen sind noch mit wurzelechten Reben bestockt.

## Boden
Tiefgründige Kalkböden auf Kalkstein oder Ton, mit guter Wasserdurchlässigkeit und Wasserspeicherfähigkeit im Untergrund.

## Klima
Yecla verfügt über ein ausgeprägt kontinentales Binnenklima mit leichten mediterranen Einflüssen, trockenen, heißen Sommern, gemäßigten Wintern und insgesamt geringen Niederschlägen (ca. 300 mm/Jahr). Der Niederschlag fällt vorwiegend im Frühling und im Herbst, gelegentlich begleitet von starken Stürmen. Die Temperaturen erreichen im Sommer bis zu 39 °C und sinken im Winter bis auf −5 °C. Die mittlere Sonnenscheindauer beträgt ca. 3.000 Stunden pro Jahr.

## Rebsorten
Folgende Rebsorten wurden von der Regulierungsbehörde zugelassen:
- Weiß: Airén (5 %), Merseguera, Macabeo, Malvasia, Chardonnay
- Rot: Monastrell (85 %), Garnacha Tinta, Garnacha Tintorera, Tempranillo, Cabernet Sauvignon und Merlot